# اقتصاد فيتنام
يعتبر الاقتصاد الفيتنامي اقتصادًا سوقيًا اشتراكي التوجه، ويحتل المرتبة الخامسة والأربعين عالميًا من حيث الضخامة وفقًا للناتج المحلي الإجمالي الاسمي والمرتبة الثالثة والثلاثين عالميًا كأكبر اقتصاد وذلك وفقًا لمعادلة القوة الشرائية. إضافةً لعضوية فيتنام في كل من منتدى التعاون الاقتصادي لدول أسيا والمحيط الهادئ وفي رابطة دول جنوب شرق آسيا وفي منظمة التجارة العالمية.
منذ أواسط ثمانينات القرن الماضي، وخلال فترة الإصلاح الاقتصادي دوي موي تحول الاقتصاد الفيتنامي من اقتصاد شديد التوجه المركزي إلى اقتصاد مختلط يستخدم كلًا من التخطيط التوجيهي والإرشادي وذلك جراء الخطط الخمسية التنموية لفيتنام. شهد الاقتصاد الفيتنامي في تلك الفترة نموًا سريعًا. وفي القرن الحادي والعشرين، دخلت فيتنام مرحلة الاندماج بالاقتصاد العالمي. وتعتبر جميع الشركات الفيتنامية تقريبًا شركات صغيرة ومتوسطة (إس إم إي إس). أصبحت فيتنام مُصدّرًا زراعيًا رئيسيًا وشكلت وجهة جذابة للاستثمار الأجنبي في جنوب شرق أسيا. على غرار باقي الدول الشيوعية بعد نهاية الحرب الباردة، فقد الاقتصاد الفيتنامي المخطط مركزيًا زخم الإنتاجية والنمو المستدام. أما في الفترة الحالية، فهو يعتمد بشكل كبير على الاستثمار الأجنبي المباشر لجذب رأس المال من الخارج من أجل دعم صلابته الاقتصادية المستمرة. سيرتفع الاستثمار الأجنبي في قطاع الفنادق الفاخرة والمنتجعات وذلك بغرض دعم السياحة.
على الرغم من الإنجازات الاقتصادية التي أعقبت فترة دوي موي الإصلاحية، إلا أن هنالك العديد من القضايا التي تبقي على المحللين والباحثين في حالة من القلق من التباطؤ الاقتصادي للبلاد في السنوات الأخيرة.
جاءت فيتنام في المرتبة 46 في  مؤشر الابتكار العالمي عام 2023، وقد ارتفع تصنيفها بشكل كبير منذ عام 2012، حيث كانت في المرتبة 76، وتقدمت مركزين في مؤشر عام 2024 لتصبح في المركز 44.

## التاريخ

### حتى عام 1858
بنيت الحضارة الفيتنامية على الزراعة. إذ كانت السلالات الإقطاعية الحاكمة دائمًا ما تعتبر الزراعة أساسًا اقتصاديًا رئيسيًا، واستمدت أفكارها وخططها الاقتصادية من المذهب الفيزيوقراطي. حيث نُظمت ملكية الأراضي وأُنشئت أعمال واسعة النطاق كالسدود الترابية في دلتا النهر الأحمر وذلك بغرض تسهيل زراعة الأرز الرطب. وفي أوقات السلم، كان الجنود يُصرفون إلى منازلهم لممارسة الأعمال الزراعية. بالإضافة إلى ذلك، حظرت المحكمة في فيتنام ذبح الجاموس المائي والماشية كما أقامت العديد من الاحتفالات التي تتعلق بالزراعة. وكانت الحرف اليدوية والفنون ذات قيمة عالية، لكن بالمقابل تم إهمال التجارة، وكان يطلق على رجال الأعمال آنذاك المصطلح الازدرائي كون بون. وكان الاقتصاد الوطني مُكتفيًا ذاتيًا.
منذ القرن السادس عشر، فقدت المعتقدات والمبادئ الكونفوشية تأثيرها على المجتمع الفيتنامي وبدأ الاقتصاد النقدي بالتطور والتنمية. وكانت الموانئ التجارية القديمة مثل ميناء هوي آن، مقيدة، حيث كانت الدول الأجنبية مع اختلاف ثقافاتها وطموحاتها بالغزو تشكل تهديدًا بالنسبة لهم. إذ أسفرت سياسة الانغلاق هذه عن درجة من الركود في الاقتصاد الفيتنامي، وساهمت في بوضع فيتنام بين فكّي كماشة الاستعمار الفرنسي.

### بين عامي 1858 و1975
حتى الاستعمار الفرنسي في أواسط القرن التاسع عشر، كان الاقتصاد الفيتنامي في الغالب اقتصادًا زراعيًا، قائمًا على الكفاف وموجهًا نحو القرى. غير أن المستعمرين الفرنسيين، تعمدوا تطوير المناطق بشكل مختلف حسب الحاجة الفرنسية إلى المواد الخام وإلى سوق للسلع المصنعة فرنسيًا، حيث خصوا الجنوب بالإنتاج الزراعي نظرًا لأنه كان مناسبًا بشكل أفضل للزراعة، تاركين التصنيع للشمال لأن طبيعته كانت غنية بالموارد المعدنية. على الرغم من أن الخطة بالغت في التقسيمات المناطقية، إلا أن تنمية الصادرات – الفحم من الشمال، والأرز من الجنوب – واستيراد البضائع فرنسية المصنع ساهم في تحفيز التجارة الداخلية.
شوّه الانفصال الاقتصاد الفيتنامي الأساسي وذلك من خلال التشديد المفرط على الاختلافات الاقتصادية الإقليمية. في الجنوب بينما ظل الأرز المروي هو محصول الكفاف الرئيسي، أتاح الفرنسيون زراعة المزارع بمنتجات مثل الشاي والقطن والتبغ. كما طورت الحكومة الاستعمارية الفرنسية بعض الصناعات الاستخراجية، مثل تعدين الفحم والحديد والمعادن غير الحديدية. وبدأت صناعة السفن في مدينة هانوي؛ وشُيدت السكك الحديدية والطرق ومحطات الطاقة. أما في الجنوب، تركزت التنمية الزراعية على زراعة الأرز، وعلى الصعيد الوطني تصدر الأرز والمطاط القائمة الرئيسية للصادرات. وتمركزت التجارة الداخلية والخارجية حول منطقة سايجون تشولون. وكانت الصناعة في الجنوب تشمل في الغالب مصانعًا لمعالجة الأغذية وأخرى لإنتاج السلع الاستهلاكية.
عند انقسام الجنوب والشمال سياسيًا في عام 1954، تبنى كل قسم أيديولوجية اقتصادية مختلفة: إذ سيطرت الشيوعية في الشمال والرأسمالية في الجنوب. تسبب الدمار الذي أسفرت عنه الحرب الهندية الصينية من عام 1954 وحتى عام 1975 في إرهاق شديد للاقتصاد. وازداد الوضع سوءًا جراء عدد الوفيات المدنية والعسكرية في البلاد والتي بلغت 1.5 مليون ضحية، وما أعقبها من هجرة لما يقارب المليون لاجئ، إذ كان من بينهم عشرات الألاف من المهنيين والمفكرين والعمال المهرة.

## الإحصائيات
يوضح الجدول التالي المؤشرات الاقتصادية الرئيسية في الفترة 1990-2020 (مع تحفيز خبراء صندوق النقد الدولي في 2021-2027). التضخم أقل من 5٪ باللون الأخضر.
| السنة | النمو (الحقيقي) | الناتج المحلي الإجمالي (ببلايين الدولارات الأمريكية، الاسمي) | الناتج المحلي الإجمالي (ببلايين الدولارات الأمريكية، تعادل القوة الشرائية) | نصيب الفرد من الناتج المحلي الإجمالي (الدولار الأمريكي، الاسمي) | نصيب الفرد من الناتج المحلي الإجمالي (الدولار الأمريكي، تعادل القدرة الشرائية) | التضخم (نسبة مئوية) | البطالة (نسبة مئوية) | الدين الحكومي (نسبة مئوية من الناتج المحلي الإجمالي) |
| ----- | --------------- | ------------------------------------------------------------ | -------------------------------------------------------------------------- | --------------------------------------------------------------- | ------------------------------------------------------------------------------ | ------------------- | -------------------- | ---------------------------------------------------- |
| 1990  | ▲5.047          | 8.217                                                        | 77.722                                                                     | 121.715                                                         | 1,151.216                                                                      | 36.031              | 12.327               | غير معروف                                            |
| 1991  | ▲5.809          | ▲9.704                                                       | ▲85.018                                                                    | ▲141.111                                                        | ▲1,236.333                                                                     | 81.817              | 10.393               | غير معروف                                            |
| 1992  | ▲8.700          | ▲12.528                                                      | ▲94.521                                                                    | ▲178.973                                                        | ▲1,350.267                                                                     | 37.705              | 11.000               | غير معروف                                            |
| 1993  | ▲8.078          | ▲16.736                                                      | ▲104.577                                                                   | ▲234.983                                                        | ▲1,468.308                                                                     | 8.379               | 10.600               | غير معروف                                            |
| 1994  | ▲8.834          | ▲20.712                                                      | ▲116.246                                                                   | ▲285.953                                                        | ▲1,604.954                                                                     | 9.483               | 10.300               | غير معروف                                            |
| 1995  | ▲9.540          | ▲26.407                                                      | ▲130.007                                                                   | ▲358.661                                                        | ▲1,765.743                                                                     | 16.926              | 5.820                | غير معروف                                            |
| 1996  | ▲9.340          | ▲31.352                                                      | ▲144.752                                                                   | ▲419.063                                                        | ▲1,934.810                                                                     | 5.593               | 5.880                | غير معروف                                            |
| 1997  | ▲8.152          | ▲34.146                                                      | ▲159.251                                                                   | ▲449.338                                                        | ▲2,095.661                                                                     | ▲3.095              | 6.010                | غير معروف                                            |
| 1998  | ▲5.765          | ▲34.580                                                      | ▲170.328                                                                   | ▼448.119                                                        | ▲2,207.278                                                                     | 8.110               | 6.850                | غير معروف                                            |
| 1999  | ▲4.774          | ▲36.444                                                      | ▲180.973                                                                   | ▲465.248                                                        | ▲2,310.315                                                                     | ▲4.108              | 6.740                | غير معروف                                            |
| 2000  | ▲6.787          | ▲39.585                                                      | ▲197.635                                                                   | ▲498.579                                                        | ▲2,489.261                                                                     | -1.768              | 6.420                | 24.755                                               |
| 2001  | ▲6.895          | ▲41.297                                                      | ▲216.021                                                                   | ▲513.197                                                        | ▲2,684.520                                                                     | -0.310              | 6.280                | 25.420                                               |
| 2002  | ▲7.080          | ▲44.563                                                      | ▲234.921                                                                   | ▲546.555                                                        | ▲2,881.255                                                                     | ▲4.079              | 6.010                | 27.711                                               |
| 2003  | ▲7.341          | ▲50.233                                                      | ▲257.144                                                                   | ▲610.357                                                        | ▲3,124.414                                                                     | ▲3.303              | 5.780                | 29.835                                               |
| 2004  | ▲7.789          | ▲62.877                                                      | ▲284.615                                                                   | ▲756.981                                                        | ▲3,426.502                                                                     | 7.895               | 5.600                | 29.363                                               |
| 2005  | ▲7.547          | ▲73.197                                                      | ▲315.695                                                                   | ▲873.136                                                        | ▲3,765.771                                                                     | 8.394               | 5.310                | 28.669                                               |
| 2006  | ▲6.978          | ▲84.301                                                      | ▲348.145                                                                   | ▲996.255                                                        | ▲4,114.332                                                                     | 7.503               | 4.820                | 30.248                                               |
| 2007  | ▲7.129          | ▲98.426                                                      | ▲383.045                                                                   | ▲1,152.267                                                      | ▲4,484.274                                                                     | 8.349               | 4.640                | 32.210                                               |
| 2008  | ▲5.662          | ▲124.756                                                     | ▲412.493                                                                   | ▲1,446.562                                                      | ▲4,782.897                                                                     | 23.115              | 2.380                | 31.045                                               |
| 2009  | ▲5.398          | ▲129.022                                                     | ▲437.546                                                                   | ▲1,481.442                                                      | ▲5,023.933                                                                     | 6.717               | 2.900                | 36.348                                               |
| 2010  | ▲6.423          | ▲143.212                                                     | ▲471.247                                                                   | ▲1,628.013                                                      | ▲5,357.054                                                                     | 9.207               | 2.880                | 36.848                                               |
| 2011  | ▲6.413          | ▲171.312                                                     | ▲511.889                                                                   | ▲1,949.826                                                      | ▲5,826.158                                                                     | 18.678              | 2.220                | 35.777                                               |
| 2012  | ▲5.505          | ▲195.169                                                     | ▲568.401                                                                   | ▲2,197.619                                                      | ▲6,400.242                                                                     | 9.103               | 1.960                | 38.330                                               |
| 2013  | ▲5.554          | ▲212.728                                                     | ▲607.018                                                                   | ▲2,369.973                                                      | ▲6,762.711                                                                     | 6.595               | 2.180                | 41.413                                               |
| 2014  | ▲6.422          | ▲232.888                                                     | ▲660.612                                                                   | ▲2,566.854                                                      | ▲7,281.166                                                                     | ▲4.085              | 2.100                | 43.642                                               |
| 2015  | ▲6.987          | ▲236.795                                                     | ▲700.257                                                                   | ▲2,581.907                                                      | ▲7,635.282                                                                     | ▲0.631              | 2.330                | 46.116                                               |
| 2016  | ▲6.690          | ▲252.146                                                     | ▲770.872                                                                   | ▲2,720.168                                                      | ▲8,316.211                                                                     | ▲2.668              | 2.300                | 47.548                                               |
| 2017  | ▲6.940          | ▲277.071                                                     | ▲851.064                                                                   | ▲2,957.899                                                      | ▲9,085.612                                                                     | ▲3.521              | 2.240                | 46.320                                               |
| 2018  | ▲7.197          | ▲303.091                                                     | ▲934.110                                                                   | ▲3,201.686                                                      | ▲9,867.432                                                                     | ▲3.540              | 2.190                | 43.712                                               |
| 2019  | ▲7.150          | ▲327.873                                                     | ▲1,018.806                                                                 | ▲3,398.214                                                      | ▲10,559.323                                                                    | ▲2.797              | 2.170                | 41.292                                               |
| 2020  | ▲2.944          | ▲342.941                                                     | ▲1,061.437                                                                 | ▲3,520.738                                                      | ▲10,897.029                                                                    | ▲3.222              | 3.300                | 41.668                                               |
| 2021  | ▲2.576          | ▲366.201                                                     | ▲1,134.024                                                                 | ▲3,724.543                                                      | ▲11,533.882                                                                    | ▲1.871              | 2.700                | 40.182                                               |
| 2022  | ▲6.047          | ▲408.947                                                     | ▲1,278.061                                                                 | ▲4,121.504                                                      | ▲12,880.717                                                                    | ▲3.847              | 2.400                | 41.261                                               |
| 2023  | ▲7.246          | ▲462.644                                                     | ▲1,411.823                                                                 | ▲4,621.640                                                      | ▲14,103.587                                                                    | ▲3.229              | 2.300                | 42.005                                               |
| 2024  | ▲7.043          | ▲515.607                                                     | ▲1,548.457                                                                 | ▲5,107.333                                                      | ▲15,338.212                                                                    | ▲3.500              | 2.300                | 42.287                                               |
| 2025  | ▲6.945          | ▲571.117                                                     | ▲1,689.945                                                                 | ▲5,612.022                                                      | ▲16,606.065                                                                    | ▲3.500              | 2.300                | 42.437                                               |
| 2026  | ▲6.836          | ▲629.625                                                     | ▲1,840.981                                                                 | ▲6,140.344                                                      | ▲17,953.957                                                                    | ▲3.500              | 2.300                | 42.385                                               |
| 2027  | ▲6.729          | ▲690.109                                                     | ▲2,003.851                                                                 | ▲6,682.418                                                      | ▲19,403.551                                                                    | ▲3.500              | 2.300                | 42.233                                               |

## القطاعات الاقتصادية

### الزراعة ومصايد الأسماك والغابات

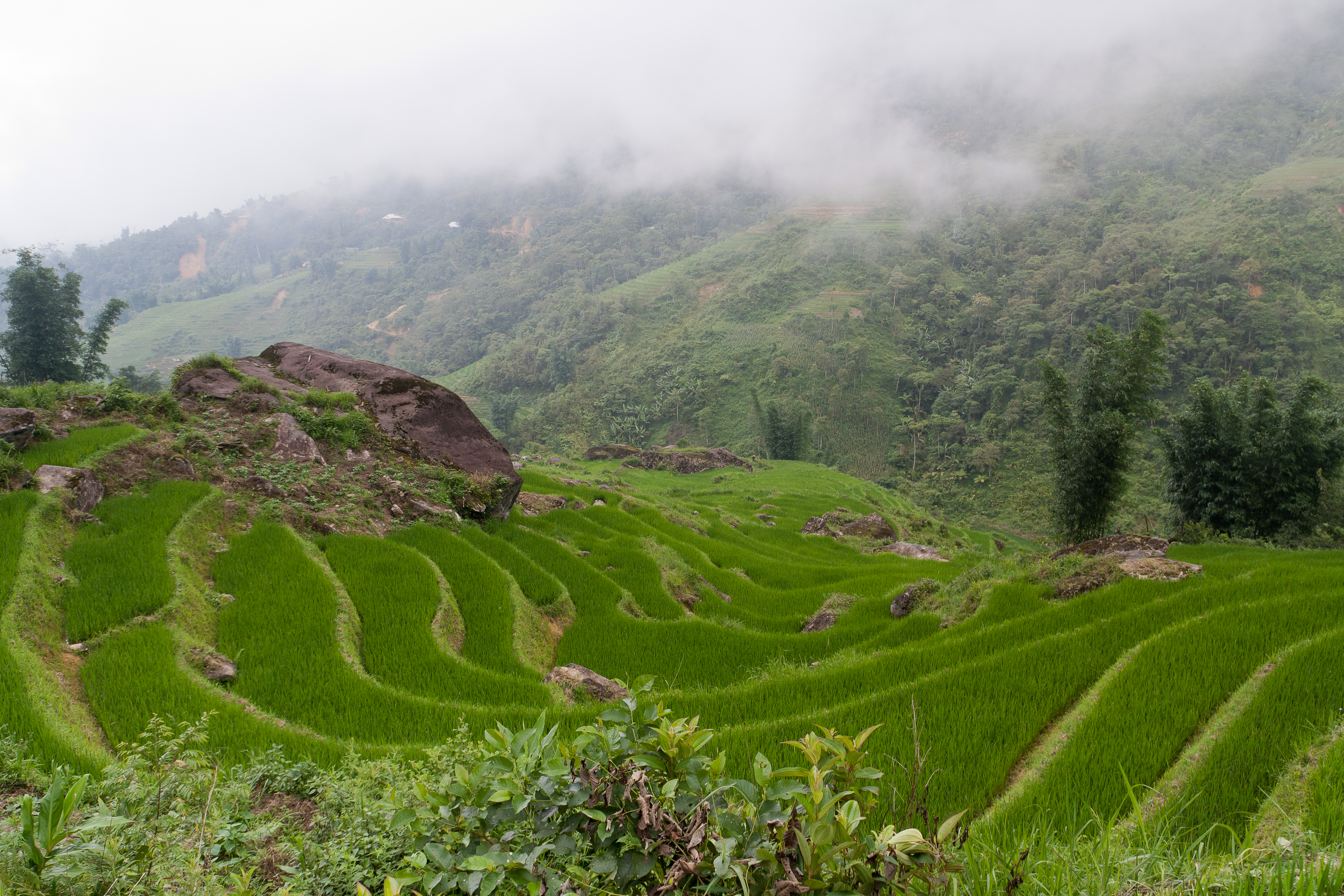
مدرجات الأرز في سا با

أنتجت فيتنام في عام 2003 ما يقدر بنحو 30.7 مليون متر مكعب من الخشب. فرضت فيتنام في عام 1992 حظرا على تصدير جذوع الأشجار والأخشاب الخام ردا على تضاؤل الغابات. ممد الحظر في عام 1997 ليشمل جميع المنتجات الخشبية باستثناء المصنوعات الخشبية. خلال التسعينيات، بدأت فيتنام في استصلاح الأراضي للغابات من خلال برنامج غرس الأشجار.
شهدت صناعة صيد الأسماك في فيتنام، التي تتمتع بموارد وفيرة نظرًا للساحل الطويل للبلاد وشبكة واسعة من الأنهار والبحيرات، نموًا معتدلاً بشكل عام. بلغ إجمالي المصيد حوالي 2.6 مليون طن في عام 2003. بدأت صناعة المأكولات البحرية في عام 2005 في التركيز على الطلب المحلي.
تعد فيتنام واحدة من أكبر الدول المصدرة للأرز في العالم، لكن التطور المحدود لصغار المزارعين الفيتناميين يتسبب في معاناة الجودة. تعد فيتنام أيضًا ثاني أكبر مصدر للبن في العالم، بعد البرازيل.
أنتجت فيتنام عام 2018:
- 44.0 مليون طن من الأرز (خامس أكبر منتج في العالم بعد الصين والهند وإندونيسيا وبنغلاديش)؛
- 17.9 مليون طن من قصب السكر (16 أكبر منتج في العالم)؛
- 14.8 مليون طن من الخضار؛
- 9.8 مليون طن من الكسافا (سابع أكبر منتج في العالم)؛
- 4.8 مليون طن من الذرة؛
- 2.6 مليون طن من جوز الكاجو (أكبر منتج في العالم)؛
- 2.0 مليون طن من الموز (20 أكبر منتج في العالم)؛
- 1.6 مليون طن من البن (ثاني أكبر منتج في العالم بعد البرازيل فقط)؛
- 1.5 مليون طن من جوز الهند (سادس أكبر منتج في العالم)؛
- 1.3 مليون طن من البطاطا الحلوة (تاسع أكبر منتج في العالم)؛
- 1.2 مليون طن من البطيخ؛
- 1.1 مليون طن من المطاط الطبيعي (ثالث أكبر منتج في العالم ، بعد تايلاند وإندونيسيا)؛
- 852 ألف طن من البرتقال (18 أكبر منتج في العالم)؛
- 779 ألف طن من المانجو (بما في ذلك المانجوستين والجوافة)؛
- 654 ألف طن من الأناناس (ثاني أكبر منتج في العالم)؛
- 270 ألف طن من الشاي (سادس أكبر منتج في العالم)؛

بالإضافة إلى إنتاج أصغر من المنتجات الزراعية الأخرى.
كانت فيتنام في عام 2018 خامس أكبر منتج للحم الخنزير في العالم (3.8 مليون طن). أنتجت البلاد 839 ألف طن من لحوم الدجاج و334 ألف طن من اللحم البقري و936 مليون لتر من حليب البقر و20 ألف طن من العسل في 2022.

### الطاقة والتعدين
البترول هو المصدر الرئيسي للطاقة، يليه الفحم الذي يساهم بحوالي 25٪ من طاقة البلاد (باستثناء الكتلة الحيوية). تصل احتياطيات النفط الفيتنامية في حدود 270-500 مليون طن. ارتفع إنتاج النفط بسرعة إلى 403,300 برميل يوميًا (64,120 متر مكعب/يوم) في عام 2004.
شغل التعدين على 9.4٪ من الناتج المحلي الإجمالي في عام 2003، ويعمل في القطاع 0.7٪ من القوة العاملة. البترول والفحم هي الصادرات المعدنية الرئيسية. يُستخرج أيضًا الأنتيمون والبوكسيت والكروم والذهب والحديد والفوسفات الطبيعي والقصدير والزنك.
كانت البلاد هي تاسع أكبر منتج للأنتيمون في عام 2019 في العالم، عاشر أكبر منتج للقصدير في العالم، والمنتج الحادي عشر للبوكسيت، ثاني أكبر منتج للتيتانيوم في العالم، المنتج الثالث عشر للمنجنيز، وتاسع أكبر منتج للفوسفات في العالم. كما تعد الدولة أيضًا واحدة من أكبر منتجي الياقوت والياقوت الأزرق والتوباز والإسبنيل في العالم.

### السياحة
كان عام 2016 هو العام الأول على الإطلاق الذي استقبلت فيه فيتنام أكثر من 10 ملايين زائر دولي. منذ ذلك الحين، استمر هذا الرقم في الارتفاع.  زار فيتنام 18 مليون زائر دولي في عام 2019 واحتلت المرتبة الخامسة بين أكثر الدول زيارة في منطقة آسيا والمحيط الهادئ وفقًا لتصنيفات السياحة العالمية الصادرة عن منظمة السياحة العالمية التابعة للأمم المتحدة.
خلال جائحة فيروس كورونا في فيتنام، أوقفت البلاد إصدار جميع التأشيرات السياحية منذ مارس 2020. سجلت البلاد انخفاضًا بنسبة 98٪ في عدد الزوار الأجانب لشهر أبريل 2020. دعت الحكومة إلى تعزيز السياحة الداخلية في تلك الفترة. انخفض إجمالي إيرادات السياحة بأكثر من 60٪ على أساس سنوي في يوليو 2020.

## هوامش
1. ↑  official data; data cover general government debt and include debt instruments issued (or owned) by government entities other than the treasury; the data include treasury debt held by foreign entities; the data include debt issued by subnational entities, as well as intragovernmental debt; intragovernmental debt consists of treasury borrowings from surpluses in the social funds, such as for retirement, medical care, and unemployment; debt instruments for the social funds are not sold at public auctions